# Зигфрид I фон Лебенау
Зигфрид I фон Лебенау (на немски: Siegfried I von Lebenau, † 6 май 1132) от род Спанхайми, е граф на Арх (замък Рака, близо до Кръшко, Словения) от 1120 до 1132 г., първи граф на Лебенау от 1130 до 1132 г., фогт на манастирите „Св. Емерам“ и „Зееон“.

## Биография
Той е четвъртият син на маркграф Енгелберт I фон Спанхайм († 1096) и съпругата му Хедвиг Билунг от Саксония († 1112), дъщеря на херцог Бернхард II от род Билунги. По баща е внук на Зигфрид I фон Спанхайм. Брат му Хайнрих IV е херцог на Каринтия и маркграф на Верона, брат му Енгелберт е маркграф на Истрия (1103 – 1134) и херцог на Каринтия.
Зигфрид I наследява крепостта Лебенау на Залцах и се нанася там през 1104 г. Около 1130 г. построява замък Лебенау близо до Лауфен на Залцах. Той получава също собствености в Горна Бавария, Каринтия, Долна Щирия и Крайна. Нарича се граф на Арх (замък Рака).
Зигфрид I се жени за Хилдбург фон Тенглинг († 31 юли), богатата дъщеря наследничка на граф Фридрих II фон Тенглинг († 1120) от род Зигхардинги и Матилда фон Лехсгемюнд. Със смъртта на тъста му през 1120 г. той получава всичките собствености на Зигхардингите западно от Залцах. Зигфрид I мести тогава управлението на собственостите си завинаги в Лебенау. През 1130 г. той се нарича граф на Лебенау.
С помощта на брат му Хартвиг I фон Спанхайм, епископ на Регенсбург, той става фогт на манастирите „Св. Емерам“ и „Зееон“.
Преди 1132 г. Зигфрид се жени втори път за графиня Аделхайд фон Дисен († ок. 1145), дъщеря на граф Арнулф/Арнолд фон Дисен († сл. 1091/1098) и Гизела фон Швайнфурт († 1100). Тя донася крепостта Хоенбург и други територии.
Зигфрид умира на 6 май 1132 г. Последван е през 1132 г. като граф от по-малкия му син Зигфрид II.

## Деца
Зигфрид I фон Лебенау е женен два пъти.
От първия му брак с Хилдбург фон Тенглинг има един син:
- Фридрих, граф фон Хоенбург ок. 1130

От втория му брак с Аделхайд фон Дисен († 23 януари ок. 1145) има един син:
- Зигфрид II († 16 декември ок. 1163), граф на Лебенау и Хоенбург, ∞ Матилда фон Фалей († 1195)